# Noord Westhoek I (schip, 1951)
De kabelpont NOORD WESTHOEK I voert vanaf 1952 een veerdienst uit tussen Genemuiden en Zwartsluis over het Zwarte Water. Dat doet het schip voor:
- 1952 - 1992 Vervoermaatschappij De Noord-Westhoek (NWH)
- 1992 - 1995 DVM-NWH
- 1996 - 1998 Vervoersonderneming Noord-Nederland (VEONN)
- 1998 - 11.2006 Arriva
- 12.2006 - 03.2015 Connexxion Water
- 04.2015 - heden "Veerpont Genemuiden BV"

waarbij maximaal 10 personenauto's mee mogen.

## Geschiedenis
De pont haalde het nieuws met een incident in de nacht van 23 december 1965. Die nacht arriveerden twee vrachtwagens, geladen met suikerbieten onderweg van Kampen naar de suikerfabriek in Vierverlaten, bij de pont om te worden overgezet. Na discussie met de wakker gemaakte pontbaas reden de twee wagens de pont op. Het vroor en het was glad. De chauffeurs constateerden dat de pont water schepte, maar de veerman zag daar geen bezwaar in en zette de overtocht door. Maar toen het toch echt mis ging sprong hij zelf overboord, gevolgd door de chauffeurs en een bijrijder, terwijl de pont nog een stukje doorvoer totdat de kabel knapte. Eén chauffeur en zijn bijrijder zwommen naar de kant, de andere chauffeur klom in een lichtmast van de pont. Hij kon niet zwemmen. De pont is gezonken, maar iedereen werd gered. Na de berging twee weken later bleek dat de voornaamste schade aan de vrachtwagens een deuk was.
Bij de afhandeling van de schade beschuldigde de exploitant de chauffeurs ervan dat zij de vrachtwagens te zwaar beladen hadden. Pas na vijf jaar werd hun schade uitbetaald.